# Saint-Jean-Saint-Germain
Saint-Jean-Saint-Germain è un comune francese di 743 abitanti situato nel dipartimento dell'Indre e Loira nella regione del Centro-Valle della Loira.

## Società

### Evoluzione demografica
Abitanti censiti